# 피트폴 (영화)
피트폴(Pitfall)은 미국에서 제작된 안드레 드 토스 감독의 1948년 영화이다. 딕 포웰 등이 주연으로 출연하였다.

## 출연

### 주연
- 딕 포웰
- 리자베스 스콧
- 허버트 마샬